# ダートサークル

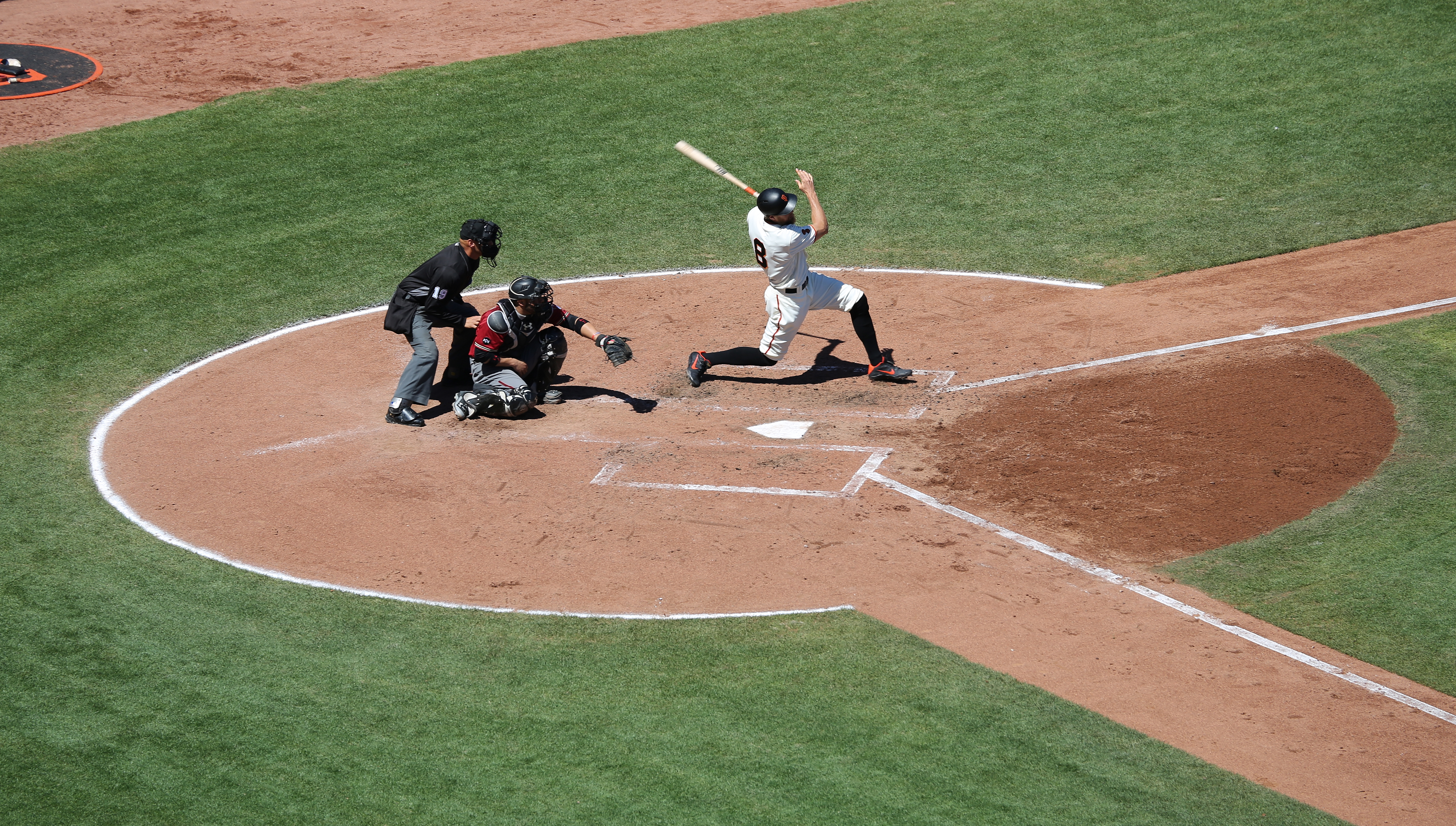
ダートサークル : 本塁周辺の土の部分（AT&Tパーク）

ダートサークルとは、野球場で本塁周辺に設けられた円形の土（ダート）の部分、またはそれを示すための円形の白線を指す。ダートサークルは和製英語で、実際は英語で dirt cutout（元の意味は「芝生が取り去られていること」）と呼ばれる。公認野球規則では「ホームプレートを囲む土の部分」と記されている。

## 概要
本塁の周囲は、スライディングや接触プレイ等があったときの危険防止のために、土となっている（冒頭の写真を参照）。ルールではダートサークルの大きさを厳密に定めてはおらず、多くの野球場で用いられている例として本塁の基点を中心とした直径 26 フィート（約7.925メートル）の円が芝と土の境界であることを示しているにとどまる。

## ダートサークルの境界線
日本では、人工芝以外では芝の内野を持つ野球場はほとんどなく、全面が土であることが通例である。内野全面が土である野球場で上記ルールを適用するには、土と芝の境界線に代わる何らかの基準となる線が必要となる。そこでアマチュア野球のほとんどの団体・組織では、境界線の明確化のために白線を引くこととし、その大きさはルールに例示された直径26フィート円をそのまま採用することとした。プロ野球では明示的な線は引かれないが、ダートサークルは26フィート円を仮想し、これを越境したかどうかの判断は審判員が行う。人工芝の球場では既存のサークルがそのまま利用されている。
- 阪神甲子園球場では、春・夏の高校野球全国大会においてはダートサークルの白線が引かれているが、プロ野球阪神タイガースの試合においては上掲の理由でダートサークルの白線が引かれていない。同様に内野が土の地方球場もアマチュアではダートサークルが引かれプロ野球の試合では引かれない。ただし日米野球シリーズ・日本プロ野球80周年記念「阪神・巨人連合軍対アメリカ大リーグ選抜（2014年11月11日開催）」では甲子園で行われるプロ野球で初めてダートサークルを採用した（ホームベース付近とマウンドは赤土を使用）。

## 振り逃げとダートサークル
公認野球規則では規則 6.09b の原注において、「第三ストライクと宣告されただけで、まだアウトになっていない打者が、気がつかずに、一塁に向かおうとしなかった場合、その打者はホームプレートを囲む土の部分を出たらただちにアウトが宣告される」と示されている。ホームプレートを囲む土の部分とはダートサークルを指し、第3ストライクを宣告されただけでまだアウトになっていない（振り逃げ可能な）打者が一塁に走ろうとせずにダートサークルから外に出た場合、球審は直ちにこの打者にアウトを宣告する。